# Équipe de Corée du Sud de football à la Coupe du monde 2018
Cet article relate le parcours de l'équipe de Corée du Sud de football lors de la Coupe du monde de football 2018 organisée au Russie du 14 juin au 15 juillet 2018.

## Qualifications

### Groupe G
| Rang | Équipe          | Pts | J | G | N | P | Bp | Bc | Diff |  | Résultats (▼ dom., ► ext.) |     |     |     |     |     |
| ---- | --------------- | --- | - | - | - | - | -- | -- | ---- |  | -------------------------- | --- | --- | --- | --- | --- |
| 1    | Corée du Sud    | 24  | 8 | 8 | 0 | 0 | 27 | 0  | +27  |  | Corée du Sud               |     | 1-0 | 3-0 | 4-0 | 8-0 |
| 2    | Liban           | 11  | 8 | 3 | 2 | 3 | 12 | 6  | +6   |  | Liban                      | 0-3 |     | 0-1 | 1-1 | 7-0 |
| 3    | Koweït Suspendu | 10  | 8 | 3 | 1 | 4 | 12 | 10 | +2   |  | Koweït Suspendu            | 0-1 | 0-0 |     | 9-0 | 0-3 |
| 4    | Birmanie        | 8   | 8 | 2 | 2 | 4 | 9  | 21 | -12  |  | Birmanie                   | 0-2 | 0-2 | 3-0 |     | 3-1 |
| 5    | Laos            | 4   | 8 | 1 | 1 | 6 | 6  | 29 | -23  |  | Laos                       | 0-5 | 0-2 | 0-2 | 2-2 |     |

### Troisième tour: Groupe A
| Rang | Équipe       | Pts | J  | G | N | P | Bp | Bc | Diff |  | Résultats (▼ dom., ► ext.) |     |     |     |     |     |     |
| ---- | ------------ | --- | -- | - | - | - | -- | -- | ---- |  | -------------------------- | --- | --- | --- | --- | --- | --- |
| 1    | Iran         | 22  | 10 | 6 | 4 | 0 | 10 | 2  | +8   |  | Iran                       |     | 1-0 | 2-2 | 2-0 | 1-0 | 2-0 |
| 2    | Corée du Sud | 15  | 10 | 4 | 3 | 3 | 11 | 10 | +1   |  | Corée du Sud               | 0-0 |     | 1-0 | 2-1 | 3-2 | 3-2 |
| 3    | Syrie        | 13  | 10 | 3 | 4 | 3 | 9  | 8  | +1   |  | Syrie                      | 0-0 | 0-0 |     | 1-0 | 2-2 | 3-1 |
| 4    | Ouzbékistan  | 13  | 10 | 4 | 1 | 5 | 6  | 7  | -1   |  | Ouzbékistan                | 0-1 | 0-0 | 1-0 |     | 2-0 | 1-0 |
| 5    | Chine        | 12  | 10 | 3 | 3 | 4 | 8  | 10 | -2   |  | Chine                      | 0-0 | 1-0 | 0-1 | 1-0 |     | 0-0 |
| 6    | Qatar        | 7   | 10 | 2 | 1 | 7 | 8  | 15 | -7   |  | Qatar                      | 0-1 | 3-2 | 1-0 | 0-1 | 1-2 |     |

## Matchs de préparation à la Coupe du monde
Détail des matchs amicaux
| Match amical          | Corée du Sud      | 1 – 0   | Moldavie | Complexe sportif Mardan, Aksu |                     |
| 27 janvier 2018 16h00 | Kim Shin-wook 67e | (0 - 0) |          | Spectateurs : 1 000           | Spectateurs : 1 000 |

| Match amical          | Corée du Sud          | 2 – 2   | Jamaïque              | Complexe sportif Mardan, Aksu |                   |
| 30 janvier 2018 14h00 | Kim Shin-wook 55e 63e | (0 - 1) | 4e Kelly · 72e Foster | Spectateurs : 100             | Spectateurs : 100 |

| Match amical         | Corée du Sud      | 1 – 0   | Lettonie | Complexe sportif Mardan, Aksu |  |
| 3 février 2018 17h30 | Kim Shin-wook 33e | (1 - 0) |          |                               |  |

| Match amical       | Irlande du Nord                   | 2 – 1   | Corée du Sud       | Windsor Park, Belfast                          |                                                |
| 24 mars 2018 15h00 | Kim Min-jae 20e (csc) · Smyth 86e | (1 - 1) | 7e Kwon Chang-hoon | Spectateurs : 18 103 Arbitrage : Robert Madden | Spectateurs : 18 103 Arbitrage : Robert Madden |

| Match amical       | Pologne                                          | 3 – 2   | Corée du Sud                           | Stade de Silésie, Chorzów                    |                                              |
| 27 mars 2018 20h45 | Lewandowski 32e · Grosicki 45e · Zieliński 90+2e | (2 - 0) | 85e Lee Chang-min · 87e Hwang Hee-chan | Spectateurs : 53 129 Arbitrage : Tore Hansen | Spectateurs : 53 129 Arbitrage : Tore Hansen |

| Match amical      | Corée du Sud                          | 2 – 0   | Honduras | Stade de Daegu, Daegu       |                             |
| 28 mai 2018 20h00 | Son Heung-Min 60e · Moon Seon-min 72e | (0 - 0) |          | Arbitrage : Horiyuki Kimura | Arbitrage : Horiyuki Kimura |

| Match amical        | Corée du Sud     | 1 – 3   | Bosnie-Herzégovine  | Stade de la Coupe du monde de Jeonju, Jeonju |                         |
| 1er juin 2018 20h00 | Lee Jae-sung 30e | (1 - 2) | 28e 45+1e 79e Višća | Arbitrage : Peter Green                      | Arbitrage : Peter Green |

| Match amical | Corée du Sud | 0 – 0   | Bolivie | Tivoli Neu, Innsbruck                              |                                                    |
| 7 juin 2018  |              | (0 - 0) |         | Spectateurs : 500 Arbitrage : Robert Schörgenhofer | Spectateurs : 500 Arbitrage : Robert Schörgenhofer |

| Match amical | Corée du Sud | 0 – 2   | Sénégal                                      | Das.Goldberg Stadion, Grödig (Autriche) |                         |
| 11 juin 2018 |              | (0 - 0) | 67e (csc) Kim Young-gwon · 91e (pen.) Konaté | Spectateurs : Huis-clos                 | Spectateurs : Huis-clos |

## Effectif
L'effectif de Corée du Sud, est connu le 2 juin 2018.
| Numéro / Nom       | Numéro / Nom    | Club                   | Date de naissance et âge*  | J.              | Buts            |                 |                 |                 |
| Gardiens de but    | Gardiens de but | Gardiens de but        | Gardiens de but            | Gardiens de but | Gardiens de but | Gardiens de but | Gardiens de but | Gardiens de but |
| ------------------ | --------------- | ---------------------- | -------------------------- | --------------- | --------------- | --------------- | --------------- | --------------- |
| 01                 | Kim Seung-gyu   | Vissel Kobe            | 30 septembre 1990 (27 ans) | 0               | 0               | 0               | 0               | 0               |
| 21                 | Kim Jin-hyeon   | Cerezo Osaka           | 6 juillet 1987 (30 ans)    | 0               | 0               | 0               | 0               | 0               |
| 23                 | Jo Hyeon-woo    | Daegu FC               | 25 septembre 1991 (26 ans) | 3               | 0               | 0               | 0               | 0               |
| Défenseurs         |                 |                        |                            |                 |                 |                 |                 |                 |
| 02                 | Lee Yong        | Jeonbuk Hyundai Motors | 24 décembre 1986 (31 ans)  | 3               | 0               | 1               | 0               | 0               |
| 03                 | Jung Seung-hyun | Sagan Tosu             | 3 avril 1994 (24 ans)      | 0               | 0               | 0               | 0               | 0               |
| 04                 | Oh Ban-suk      | Jeju United            | 20 mai 1988 (30 ans)       | 0               | 0               | 0               | 0               | 0               |
| 05                 | Yun Young-sun   | Seongnam FC            | 4 octobre 1988 (29 ans)    | 1               | 0               | 0               | 0               | 0               |
| 06                 | Park Joo-ho     | Ulsan Hyundai          | 16 janvier 1987 (31 ans)   | 1               | 0               | 0               | 0               | 0               |
| 12                 | Kim Min-woo     | Sangju Sangmu          | 25 février 1990 (28 ans)   | 2               | 0               | 0               | 0               | 0               |
| 14                 | Hong Chul       | Sangju Sangmu          | 17 septembre 1990 (27 ans) | 2               | 0               | 0               | 0               | 0               |
| 19                 | Kim Young-gwon  | Guangzhou Evergrande   | 27 février 1990 (28 ans)   | 3               | 1               | 1               | 0               | 0               |
| 20                 | Jang Hyun-soo   | FC Tokyo               | 28 septembre 1991 (26 ans) | 3               | 0               | 0               | 0               | 0               |
| 22                 | Go Yo-han       | FC Séoul               | 10 mars 1988 (30 ans)      | 1               | 0               | 0               | 0               | 0               |
| Milieux de terrain |                 |                        |                            |                 |                 |                 |                 |                 |
| 08                 | Ju Se-jong      | Asan Mugunghwa         | 30 octobre 1990 (27 ans)   | 2               | 0               | 0               | 0               | 0               |
| 10                 | Lee Seung-woo   | Hellas Vérone          | 6 janvier 1998 (20 ans)    | 2               | 0               | 1               | 0               | 0               |
| 13                 | Koo Ja-cheol    | FC Augsbourg           | 27 février 1989 (29 ans)   | 2               | 0               | 0               | 0               | 0               |
| 15                 | Jung Woo-young  | Vissel Kobe            | 14 décembre 1989 (28 ans)  | 3               | 0               | 2               | 0               | 0               |
| 16                 | Ki Sung-yueng   | Swansea City           | 24 janvier 1989 (29 ans)   | 2               | 0               | 0               | 0               | 0               |
| 17                 | Lee Jae-sung    | Jeonbuk Hyundai Motors | 10 août 1992 (25 ans)      | 3               | 0               | 1               | 0               | 0               |
| 18                 | Moon Seon-min   | Incheon United         | 9 juin 1992 (26 ans)       | 2               | 0               | 1               | 0               | 0               |
| Attaquants         |                 |                        |                            |                 |                 |                 |                 |                 |
| 07                 | Son Heung-min   | Tottenham Hotspur      | 8 juillet 1992 (25 ans)    | 3               | 2               | 1               | 0               | 0               |
| 09                 | Kim Shin-wook   | Jeonbuk Hyundai Motors | 14 avril 1988 (30 ans)     | 1               | 0               | 1               | 0               | 0               |
| 11                 | Hwang Hee-chan  | Red Bull Salzbourg     | 26 janvier 1996 (22 ans)   | 3               | 0               | 1               | 0               | 0               |
| Sélectionneur      |                 |                        |                            |                 |                 |                 |                 |                 |
|                    | Shin Tae-yong   |                        | 11 octobre 1970 (47 ans)   |                 |                 |                 |                 |                 |

* NB : Les âges sont calculés au début de la Coupe du monde 2018, le 14 juin 2018.

## Coupe du monde

### Premier tour - Groupe F
|   | Équipe       | Pts | J | G | N | P | Bp | Bc | Diff |
| 1 | Suède        | 6   | 3 | 2 | 0 | 1 | 5  | 2  | +3   |
| 2 | Mexique      | 6   | 3 | 2 | 0 | 1 | 3  | 4  | -1   |
| 3 | Corée du Sud | 3   | 3 | 1 | 0 | 2 | 3  | 3  | 0    |
| 4 | Allemagne    | 3   | 3 | 1 | 0 | 2 | 2  | 4  | -2   |

| 11 | 17 juin 2018 | Allemagne    | 0 - 1 | Mexique      |
| 12 | 18 juin 2018 | Suède        | 1 - 0 | Corée du Sud |
| 27 | 23 juin 2018 | Allemagne    | 2 - 1 | Suède        |
| 28 | 23 juin 2018 | Corée du Sud | 1 - 2 | Mexique      |
| 43 | 27 juin 2018 | Corée du Sud | 2 - 0 | Allemagne    |
| 44 | 27 juin 2018 | Mexique      | 0 - 3 | Suède        |

#### Suède - Corée du Sud
| Match 12                                                 | Suède                        | 1 - 0   | Corée du Sud | Stade de Nijni Novgorod, Nijni Novgorod       |                                               |
| 18 juin 2018 · 15:00 (UTC+3) · Historique des rencontres | Andreas Granqvist 65e (pen.) | (0 - 0) |              | Spectateurs : 42 300 Arbitrage : Joel Aguilar | Spectateurs : 42 300 Arbitrage : Joel Aguilar |
| 18 juin 2018 · 15:00 (UTC+3) · Historique des rencontres | Rapport                      |         |              | Spectateurs : 42 300 Arbitrage : Joel Aguilar | Spectateurs : 42 300 Arbitrage : Joel Aguilar |

| Suède | Corée du Sud |

| SUÈDE :         |    |                     |     |     |
|                 |    |                     |     |     |
| Gardien de but  | 01 | Robin Olsen         |     |     |
|                 | 06 | Ludwig Augustinsson |     |     |
|                 | 04 | Andreas Granqvist   |     |     |
|                 | 18 | Pontus Jansson      |     |     |
|                 | 02 | Mikael Lustig       |     |     |
|                 | 07 | Sebastian Larsson   |     | 81e |
|                 | 08 | Albin Ekdal         |     | 71e |
|                 | 17 | Viktor Claesson     | 61e |     |
|                 | 10 | Emil Forsberg       |     |     |
|                 | 09 | Marcus Berg         |     |     |
|                 | 20 | Ola Toivonen        |     | 77e |
| Remplaçants :   |    |                     |     |     |
|                 | 15 | Oscar Hiljemark     |     | 71e |
|                 | 22 | Isaac Kiese Thelin  |     | 77e |
|                 | 13 | Gustav Svensson     |     | 81e |
| Sélectionneur : |    |                     |     |     |
| Janne Andersson |    |                     |     |     |

| CORÉE DU SUD :  |    |                |     |     |
|                 |    |                |     |     |
| Gardien de but  | 23 | Jo Hyeon-woo   |     |     |
|                 | 02 | Lee Yong       |     |     |
|                 | 20 | Jang Hyun-soo  |     |     |
|                 | 19 | Kim Young-gwon |     |     |
|                 | 06 | Park Joo-ho    |     | 28e |
|                 | 17 | Lee Jae-sung   |     |     |
|                 | 16 | Ki Sung-yueng  |     |     |
|                 | 13 | Koo Ja-cheol   |     | 73e |
|                 | 11 | Hwang Hee-chan | 55e |     |
|                 | 09 | Kim Shin-wook  | 13e | 66e |
|                 | 07 | Son Heung-min  |     |     |
| Remplaçants :   |    |                |     |     |
|                 | 12 | Kim Min-woo    |     | 28e |
|                 | 15 | Jung Woo-young |     | 66e |
|                 | 10 | Lee Seung-woo  |     | 73e |
| Sélectionneur : |    |                |     |     |
| Shin Tae-yong   |    |                |     |     |

| Assistants : Juan Zumba Juan Carlos Mora Araya Quatrième arbitre : Norbert Hauata Cinquième arbitre : Bertrand Brial Arbitre vidéo : Mauro Vigliano Assistants arbitre vidéo : Taleb Al Marri Abdulrahman Al-Jassim Daniele Orsato Homme du Match : Andreas Granqvist |

#### Corée du Sud - Mexique
| Match 28                                                 | Corée du Sud                        | 1 - 2   | Mexique                                                         | Rostov Arena, Rostov-sur-le-Don                |                                                |
| 23 juin 2018 · 18:00 (UTC+3) · Historique des rencontres | ( Lee Jae-sung) Son Heung-min 90+3e | (0 - 1) | 26e (pen.) Carlos Vela · 66e Javier Hernández (Hirving Lozano ) | Spectateurs : 43 472 Arbitrage : Milorad Mažić | Spectateurs : 43 472 Arbitrage : Milorad Mažić |
| 23 juin 2018 · 18:00 (UTC+3) · Historique des rencontres | Rapport                             |         |                                                                 | Spectateurs : 43 472 Arbitrage : Milorad Mažić | Spectateurs : 43 472 Arbitrage : Milorad Mažić |

| Corée du Sud | Mexique |

| CORÉE DU SUD :  |    |                |     |     |
|                 |    |                |     |     |
| Gardien de but  | 23 | Jo Hyeon-woo   |     |     |
|                 | 02 | Lee Yong       | 63e |     |
|                 | 20 | Jang Hyun-soo  |     |     |
|                 | 19 | Kim Young-gwon | 58e |     |
|                 | 12 | Kim Min-woo    |     | 84e |
|                 | 08 | Ju Se-jong     |     | 64e |
|                 | 16 | Ki Sung-yueng  |     |     |
|                 | 18 | Moon Seon-min  |     | 77e |
|                 | 11 | Hwang Hee-chan |     |     |
|                 | 17 | Lee Jae-sung   |     |     |
|                 | 07 | Son Heung-min  |     |     |
| Remplaçants :   |    |                |     |     |
|                 | 10 | Lee Seung-woo  | 72e | 64e |
|                 | 15 | Jung Woo-young | 80e | 77e |
|                 | 14 | Hong Chul      |     | 84e |
| Sélectionneur : |    |                |     |     |
| Shin Tae-yong   |    |                |     |     |

| MEXIQUE :          |    |                     |  |     |
|                    |    |                     |  |     |
| Gardien de but     | 13 | Guillermo Ochoa     |  |     |
|                    | 21 | Edson Álvarez       |  |     |
|                    | 03 | Carlos Salcedo      |  |     |
|                    | 15 | Héctor Moreno       |  |     |
|                    | 23 | Jesús Gallardo      |  |     |
|                    | 07 | Miguel Layún        |  |     |
|                    | 16 | Héctor Herrera      |  |     |
|                    | 18 | Andrés Guardado     |  | 68e |
|                    | 11 | Carlos Vela         |  | 77e |
|                    | 14 | Javier Hernández    |  |     |
|                    | 22 | Hirving Lozano      |  | 71e |
| Remplaçants :      |    |                     |  |     |
|                    | 04 | Rafael Márquez      |  | 68e |
|                    | 17 | Jesús Manuel Corona |  | 71e |
|                    | 10 | Giovani dos Santos  |  | 77e |
| Sélectionneur :    |    |                     |  |     |
| Juan Carlos Osorio |    |                     |  |     |

| Assistants : Milovan Ristić Dalibor Đurđević Quatrième arbitre : John Pitti Cinquième arbitre : Gabriel Victoria Arbitre vidéo : Daniele Orsato Assistants arbitre vidéo : Artur Soares Dias Carlos Astroza Tiago Martins Homme du Match : Javier Hernández |

#### Corée du Sud - Allemagne
| Match 43                                                 | Corée du Sud                                             | 2 - 0   | Allemagne | Kazan Arena, Kazan                           |                                              |
| 27 juin 2018 · 17:00 (UTC+3) · Historique des rencontres | Kim Young-gwon 90+3e · ( Ju Se-jong) Son Heung-min 90+6e | (0 - 0) |           | Spectateurs : 41 835 Arbitrage : Mark Geiger | Spectateurs : 41 835 Arbitrage : Mark Geiger |
| 27 juin 2018 · 17:00 (UTC+3) · Historique des rencontres | Rapport                                                  |         |           | Spectateurs : 41 835 Arbitrage : Mark Geiger | Spectateurs : 41 835 Arbitrage : Mark Geiger |

| Corée du Sud | Allemagne |

| CORÉE DU SUD :  |    |                |     |     |     |
|                 |    |                |     |     |     |
| Gardien de but  | 23 | Jo Hyeon-woo   |     |     |     |
|                 | 02 | Lee Yong       |     |     |     |
|                 | 05 | Yun Young-sun  |     |     |     |
|                 | 19 | Kim Young-gwon |     |     |     |
|                 | 14 | Hong Chul      |     |     |     |
|                 | 17 | Lee Jae-sung   | 23e |     |     |
|                 | 15 | Jung Woo-young | 9e  |     |     |
|                 | 20 | Jang Hyun-soo  |     |     |     |
|                 | 18 | Moon Seon-min  | 48e | 69e |     |
|                 | 13 | Koo Ja-cheol   |     | 56e |     |
|                 | 07 | Son Heung-min  | 65e |     |     |
| Remplaçants :   |    |                |     |     |     |
|                 | 11 | Hwang Hee-chan |     | 56e | 79e |
|                 | 08 | Ju Se-jong     |     | 69e |     |
|                 | 22 | Go Yo-han      |     | 79e |     |
| Sélectionneur : |    |                |     |     |     |
| Shin Tae-yong   |    |                |     |     |     |

| ALLEMAGNE :     |    |                |  |     |
|                 |    |                |  |     |
| Gardien de but  | 01 | Manuel Neuer   |  |     |
|                 | 18 | Joshua Kimmich |  |     |
|                 | 05 | Mats Hummels   |  |     |
|                 | 15 | Niklas Süle    |  |     |
|                 | 03 | Jonas Hector   |  | 78e |
|                 | 06 | Sami Khedira   |  | 58e |
|                 | 08 | Toni Kroos     |  |     |
|                 | 14 | Leon Goretzka  |  | 63e |
|                 | 10 | Mesut Özil     |  |     |
|                 | 11 | Marco Reus     |  |     |
|                 | 09 | Timo Werner    |  |     |
| Remplaçants :   |    |                |  |     |
|                 | 23 | Mario Gómez    |  | 58e |
|                 | 13 | Thomas Müller  |  | 63e |
|                 | 20 | Julian Brandt  |  | 78e |
| Sélectionneur : |    |                |  |     |
| Joachim Löw     |    |                |  |     |

| Assistants : Joe Fletcher Frank Anderson Quatrième arbitre : Julio Bascuñán Cinquième arbitre : Christian Schiemann Arbitre vidéo : Danny Makkelie Assistants arbitre vidéo : Tiago Martins Corey Rockwell Artur Soares Dias Homme du Match : Jo Hyeon-woo |

## Statistiques

### Temps de jeu
| Joueur          |          |          |          | TT       | But inscrit | Passe décisive | MJ       | MT       | Légende |
| --------------- | -------- | -------- | -------- | -------- | ----------- | -------------- | -------- | -------- | --- |
| Gardiens        | Gardiens | Gardiens | Gardiens | Gardiens | Gardiens    | Gardiens       | Gardiens | Gardiens | Abréviations et symboles : TT : Total de minutes jouées MJ : Nombre de matchs joués MT : Matchs joués en tant que titulaire : but (csc) : but contre son camp : passe décisive : joueur entré : joueur remplacé : capitaine : carton jaune : carton rouge |
| Kim Seung-gyu   | -        | -        | -        | -        | -           | -              | -        | -        | Abréviations et symboles : TT : Total de minutes jouées MJ : Nombre de matchs joués MT : Matchs joués en tant que titulaire : but (csc) : but contre son camp : passe décisive : joueur entré : joueur remplacé : capitaine : carton jaune : carton rouge |
| Kim Jin-hyeon   | -        | -        | -        | -        | -           | -              | -        | -        | Abréviations et symboles : TT : Total de minutes jouées MJ : Nombre de matchs joués MT : Matchs joués en tant que titulaire : but (csc) : but contre son camp : passe décisive : joueur entré : joueur remplacé : capitaine : carton jaune : carton rouge |
| Jo Hyeon-woo    | 90       | 90       | 90       | 270      | -           | -              | 3        | 3        | Abréviations et symboles : TT : Total de minutes jouées MJ : Nombre de matchs joués MT : Matchs joués en tant que titulaire : but (csc) : but contre son camp : passe décisive : joueur entré : joueur remplacé : capitaine : carton jaune : carton rouge |
| Défenseurs      |          |          |          |          |             |                |          |          | Abréviations et symboles : TT : Total de minutes jouées MJ : Nombre de matchs joués MT : Matchs joués en tant que titulaire : but (csc) : but contre son camp : passe décisive : joueur entré : joueur remplacé : capitaine : carton jaune : carton rouge |
| Kim Young-gwon  | 90       | 90       | 90       | 270      | 1           | -              | 3        | 3        | Abréviations et symboles : TT : Total de minutes jouées MJ : Nombre de matchs joués MT : Matchs joués en tant que titulaire : but (csc) : but contre son camp : passe décisive : joueur entré : joueur remplacé : capitaine : carton jaune : carton rouge |
| Jang Hyun-soo   | 90       | 90       | 90       | 270      | -           | -              | 3        | 3        | Abréviations et symboles : TT : Total de minutes jouées MJ : Nombre de matchs joués MT : Matchs joués en tant que titulaire : but (csc) : but contre son camp : passe décisive : joueur entré : joueur remplacé : capitaine : carton jaune : carton rouge |
| Park Joo-ho     | 28       | -        | -        | 28       | -           | -              | 1        | 1        | Abréviations et symboles : TT : Total de minutes jouées MJ : Nombre de matchs joués MT : Matchs joués en tant que titulaire : but (csc) : but contre son camp : passe décisive : joueur entré : joueur remplacé : capitaine : carton jaune : carton rouge |
| Lee Yong        | 90       | 90       | 90       | 270      | -           | -              | 3        | 3        | Abréviations et symboles : TT : Total de minutes jouées MJ : Nombre de matchs joués MT : Matchs joués en tant que titulaire : but (csc) : but contre son camp : passe décisive : joueur entré : joueur remplacé : capitaine : carton jaune : carton rouge |
| Go Yo-han       | -        | -        | 11       | 11       | -           | -              | 1        | -        | Abréviations et symboles : TT : Total de minutes jouées MJ : Nombre de matchs joués MT : Matchs joués en tant que titulaire : but (csc) : but contre son camp : passe décisive : joueur entré : joueur remplacé : capitaine : carton jaune : carton rouge |
| Kim Min-woo     | 62       | 84       | -        | 146      | -           | -              | 2        | 1        | Abréviations et symboles : TT : Total de minutes jouées MJ : Nombre de matchs joués MT : Matchs joués en tant que titulaire : but (csc) : but contre son camp : passe décisive : joueur entré : joueur remplacé : capitaine : carton jaune : carton rouge |
| Hong Chul       | -        | 6        | 90       | 96       | -           | -              | 2        | 1        | Abréviations et symboles : TT : Total de minutes jouées MJ : Nombre de matchs joués MT : Matchs joués en tant que titulaire : but (csc) : but contre son camp : passe décisive : joueur entré : joueur remplacé : capitaine : carton jaune : carton rouge |
| Yun Young-sun   | -        | -        | 90       | 90       | -           | -              | 1        | 1        | Abréviations et symboles : TT : Total de minutes jouées MJ : Nombre de matchs joués MT : Matchs joués en tant que titulaire : but (csc) : but contre son camp : passe décisive : joueur entré : joueur remplacé : capitaine : carton jaune : carton rouge |
| Jung Seung-hyun | -        | -        | -        | -        | -           | -              | -        | -        | Abréviations et symboles : TT : Total de minutes jouées MJ : Nombre de matchs joués MT : Matchs joués en tant que titulaire : but (csc) : but contre son camp : passe décisive : joueur entré : joueur remplacé : capitaine : carton jaune : carton rouge |
| Oh Ban-suk      | -        | -        | -        | -        | -           | -              | -        | -        | Abréviations et symboles : TT : Total de minutes jouées MJ : Nombre de matchs joués MT : Matchs joués en tant que titulaire : but (csc) : but contre son camp : passe décisive : joueur entré : joueur remplacé : capitaine : carton jaune : carton rouge |
| Milieux         |          |          |          |          |             |                |          |          | Abréviations et symboles : TT : Total de minutes jouées MJ : Nombre de matchs joués MT : Matchs joués en tant que titulaire : but (csc) : but contre son camp : passe décisive : joueur entré : joueur remplacé : capitaine : carton jaune : carton rouge |
| Ki Sung-yueng   | 90       | 90       | -        | 180      | -           | -              | 2        | 2        | Abréviations et symboles : TT : Total de minutes jouées MJ : Nombre de matchs joués MT : Matchs joués en tant que titulaire : but (csc) : but contre son camp : passe décisive : joueur entré : joueur remplacé : capitaine : carton jaune : carton rouge |
| Koo Ja-cheol    | 73       | -        | 56       | 129      | -           | -              | 2        | 2        | Abréviations et symboles : TT : Total de minutes jouées MJ : Nombre de matchs joués MT : Matchs joués en tant que titulaire : but (csc) : but contre son camp : passe décisive : joueur entré : joueur remplacé : capitaine : carton jaune : carton rouge |
| Lee Jae-sung    | 90       | 90       | 90       | 270      | -           | 1              | 3        | 3        | Abréviations et symboles : TT : Total de minutes jouées MJ : Nombre de matchs joués MT : Matchs joués en tant que titulaire : but (csc) : but contre son camp : passe décisive : joueur entré : joueur remplacé : capitaine : carton jaune : carton rouge |
| Jung Woo-young  | 24       | 13       | 90       | 127      | -           | -              | 3        | 1        | Abréviations et symboles : TT : Total de minutes jouées MJ : Nombre de matchs joués MT : Matchs joués en tant que titulaire : but (csc) : but contre son camp : passe décisive : joueur entré : joueur remplacé : capitaine : carton jaune : carton rouge |
| Ju Se-jong      | -        | 64       | 21       | 85       | -           | 1              | 2        | 1        | Abréviations et symboles : TT : Total de minutes jouées MJ : Nombre de matchs joués MT : Matchs joués en tant que titulaire : but (csc) : but contre son camp : passe décisive : joueur entré : joueur remplacé : capitaine : carton jaune : carton rouge |
| Lee Seung-woo   | 17       | 26       | -        | 43       | -           | -              | 2        | -        | Abréviations et symboles : TT : Total de minutes jouées MJ : Nombre de matchs joués MT : Matchs joués en tant que titulaire : but (csc) : but contre son camp : passe décisive : joueur entré : joueur remplacé : capitaine : carton jaune : carton rouge |
| Moon Seon-min   | -        | 77       | 69       | 146      | -           | -              | 2        | 2        | Abréviations et symboles : TT : Total de minutes jouées MJ : Nombre de matchs joués MT : Matchs joués en tant que titulaire : but (csc) : but contre son camp : passe décisive : joueur entré : joueur remplacé : capitaine : carton jaune : carton rouge |
| Attaquants      |          |          |          |          |             |                |          |          | Abréviations et symboles : TT : Total de minutes jouées MJ : Nombre de matchs joués MT : Matchs joués en tant que titulaire : but (csc) : but contre son camp : passe décisive : joueur entré : joueur remplacé : capitaine : carton jaune : carton rouge |
| Son Heung-min   | 90       | 90       | 90       | 270      | 2           | -              | 3        | 3        | Abréviations et symboles : TT : Total de minutes jouées MJ : Nombre de matchs joués MT : Matchs joués en tant que titulaire : but (csc) : but contre son camp : passe décisive : joueur entré : joueur remplacé : capitaine : carton jaune : carton rouge |
| Kim Shin-wook   | 66       | -        | -        | 66       | -           | -              | 1        | 1        | Abréviations et symboles : TT : Total de minutes jouées MJ : Nombre de matchs joués MT : Matchs joués en tant que titulaire : but (csc) : but contre son camp : passe décisive : joueur entré : joueur remplacé : capitaine : carton jaune : carton rouge |
| Hwang Hee-chan  | 90       | 90       | 23       | 203      | -           | -              | 3        | 2        | Abréviations et symboles : TT : Total de minutes jouées MJ : Nombre de matchs joués MT : Matchs joués en tant que titulaire : but (csc) : but contre son camp : passe décisive : joueur entré : joueur remplacé : capitaine : carton jaune : carton rouge |
| TOTAL           |          |          |          |          |             |                |          |          | Abréviations et symboles : TT : Total de minutes jouées MJ : Nombre de matchs joués MT : Matchs joués en tant que titulaire : but (csc) : but contre son camp : passe décisive : joueur entré : joueur remplacé : capitaine : carton jaune : carton rouge |
| Corée du Sud    | 90       | 90       | 90       | 270      | 3           | 2              | 3        | -        | Abréviations et symboles : TT : Total de minutes jouées MJ : Nombre de matchs joués MT : Matchs joués en tant que titulaire : but (csc) : but contre son camp : passe décisive : joueur entré : joueur remplacé : capitaine : carton jaune : carton rouge |

| Buts  | Joueurs        | Adversaires        |
| ----- | -------------- | ------------------ |
| 2     | Son Heung-min  | Mexique, Allemagne |
| 1     | Kim Young-gwon | Allemagne          |
| TOTAL | 3 BUTS         | 3 BUTS             |

| Passes | Joueurs            | Adversaires        |
| ------ | ------------------ | ------------------ |
| 1      | Lee Jae-sung       | Mexique            |
| 1      | Ju Se-jong         | Allemagne          |
| TOTAL  | 2 PASSES DÉCISIVES | 2 PASSES DÉCISIVES |